# Madeeha bint Ahmed bin Nassir al Shibaniyah
Madeeha bint Ahmed bin Nassir al Shibaniyah (...) è una politica omanita.
Dal 2011 è il Ministro dell'istruzione del governo.

## Biografia
Madeeha Bint Ahmed bin Nassir al Shibaniyah si è laureata presso l'Università della California, a Santa Barbara, con un dottorato in Scienze dell'educazione. È la presidente della Commissione nazionale per l'educazione, la cultura e la scienza dell'Oman. È Ministro dell'istruzione in Oman. Nel 2017 Forbes Middle East l'ha inserita al settimo posto nella classifica delle più potenti donne arabe al governo. È stata nominata Ministro della Pubblica Istruzione nel 2011 dal sultano Qaboos bin Said. È stata la terza donna nella storia dell'Oman a ricoprire un ruolo di governo. Ha sostituito Yahya bin Saud Al Sulaimi, il precedente ministro della pubblica istruzione. Nel 2014 ha visitato il Giappone in visita ufficiale. Ha organizzato e sponsorizzato il Secondo Forum del Golfo sulla nanotecnologia in Oman. È presidente del Comitato di supervisione del Centro specializzato per la formazione professionale degli insegnanti in Oman. Nel 2016 ha inaugurato la biblioteca del centro e anche la revisione dei suoi siti Web e delle pagine dei suoi social media.